# Tastevin

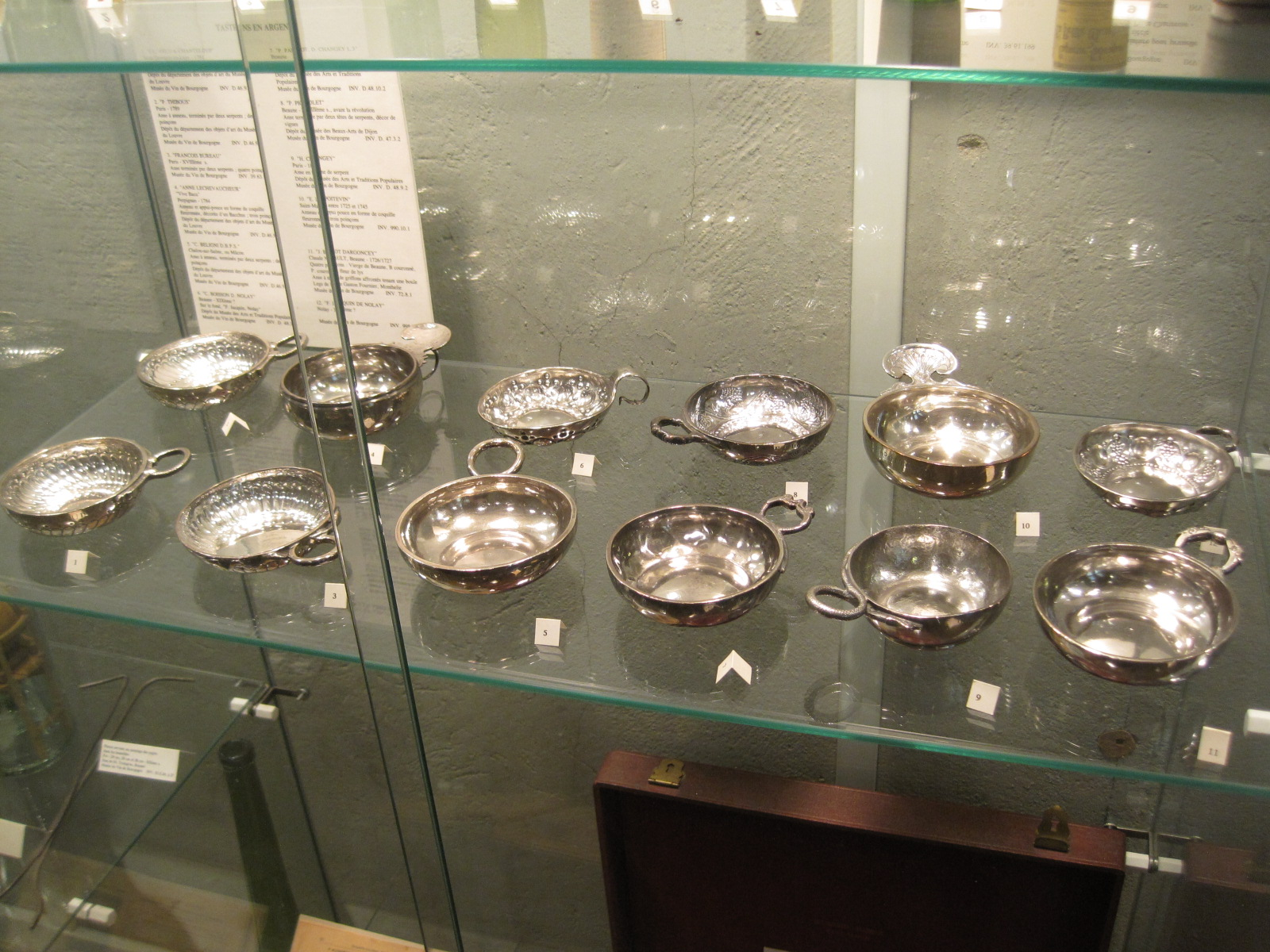
Collection de tastevins au musée du vin de Bourgogne de Beaune.

Un tastevin ou taste-vin (le « s » peut se faire entendre), appelé aussi tasse de dégustation, tâte-vin ou tâtevin, ou encore goûte-vin, est un récipient en métal existant depuis le XVIIe siècle, souvent en argent massif, qui permet en œnologie d'examiner un vin, de le mirer, de le sentir et de le goûter (dégustation du vin). C'est également un des symboles de la viticulture et des confréries bachiques.

## Description
Généralement en argent massif, il est également fabriqué en or, en métal argenté, en fer-blanc, en inox, en faïence, en étain, en verre, en grès ou en bois.
L'objet est composé d'une coupelle et d’une anse où l’on glisse l’index, que l’on maintient avec le pouce. Il en existe trois sortes différentes :
- anse horizontale sous forme de boucle, qui peut être ornée d'un serpent ;
- anse étirée ou retournée, prenant l'aspect d'une bague prolongeant le tastevin, apparue au milieu du XVIIIe siècle ; mais il semble beaucoup plus vieux car on retrouve un exemplaire en parfait état d'un tastevin minoen datant de 1500 av. J.-C. au musée archéologique d'Héraklion ;
- anse composée d'un anneau vertical, suppléé d'un appuie-pouce sur le dessus pour le maintien, apparu au milieu du XIXe siècle.

Le tastevin évolue aujourd'hui comme il a évolué dans le temps passé, pour s'adapter à la demande des vignerons ; on peut ainsi trouver une anse colorée, et l'utilisation de laiton.
Les musées du vin de Beaune en Bourgogne et du château de Suze-la-Rousse dans la Drôme exposent un grand nombre de tastevins de différentes factures. Une collection de plus de 1 100 pièces est également visible à Carpentras, au musée « Records et Collections », ce qui en fait la plus grande collection mondiale.

## Utilisation
Les creux et bosses dans le tastevin multiplient les reflets de la lumière ambiante, ce qui permet d'analyser la robe du vin dégusté. Il présente des atouts par rapport au verre, grâce à sa forme spécifique composée d'un fond bombé et d'un pourtour orné de larmes et de boules, et à sa composition en métal.
À ce jour, il n'est plus beaucoup utilisé en dégustation. Les verres INAO offrent de meilleures capacités, notamment dans l'analyse olfactive, car ils permettent d'agiter le vin et d'en libérer les arômes, ce qui n'est pas possible dans le tastevin. Cependant des maisons de vins, des chefs restaurateurs l'utilisent encore, en France et à l'international, principalement pour mirer le vin.
C'est également devenu un objet de promotion et de communication, lié à son histoire et sa fabrication.

## Représentations

### Illustrations

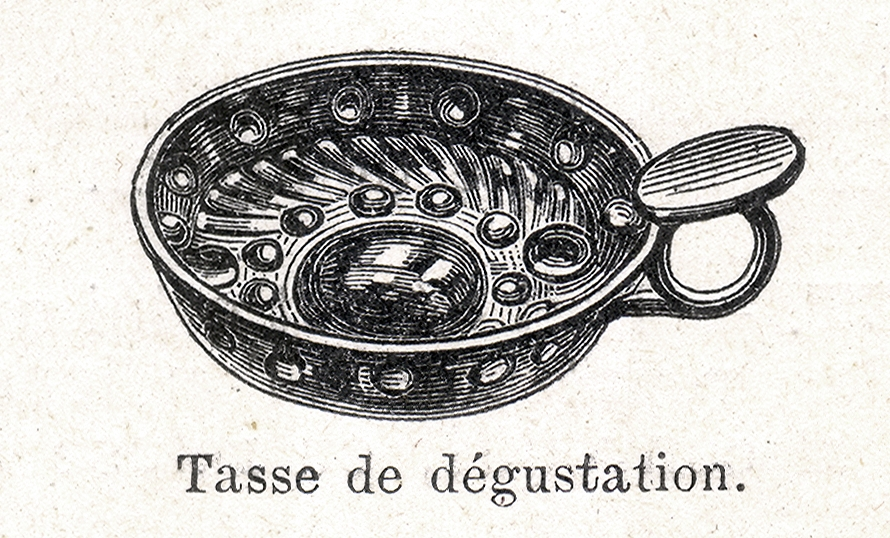
Gravure d'un tastevin, 1904.
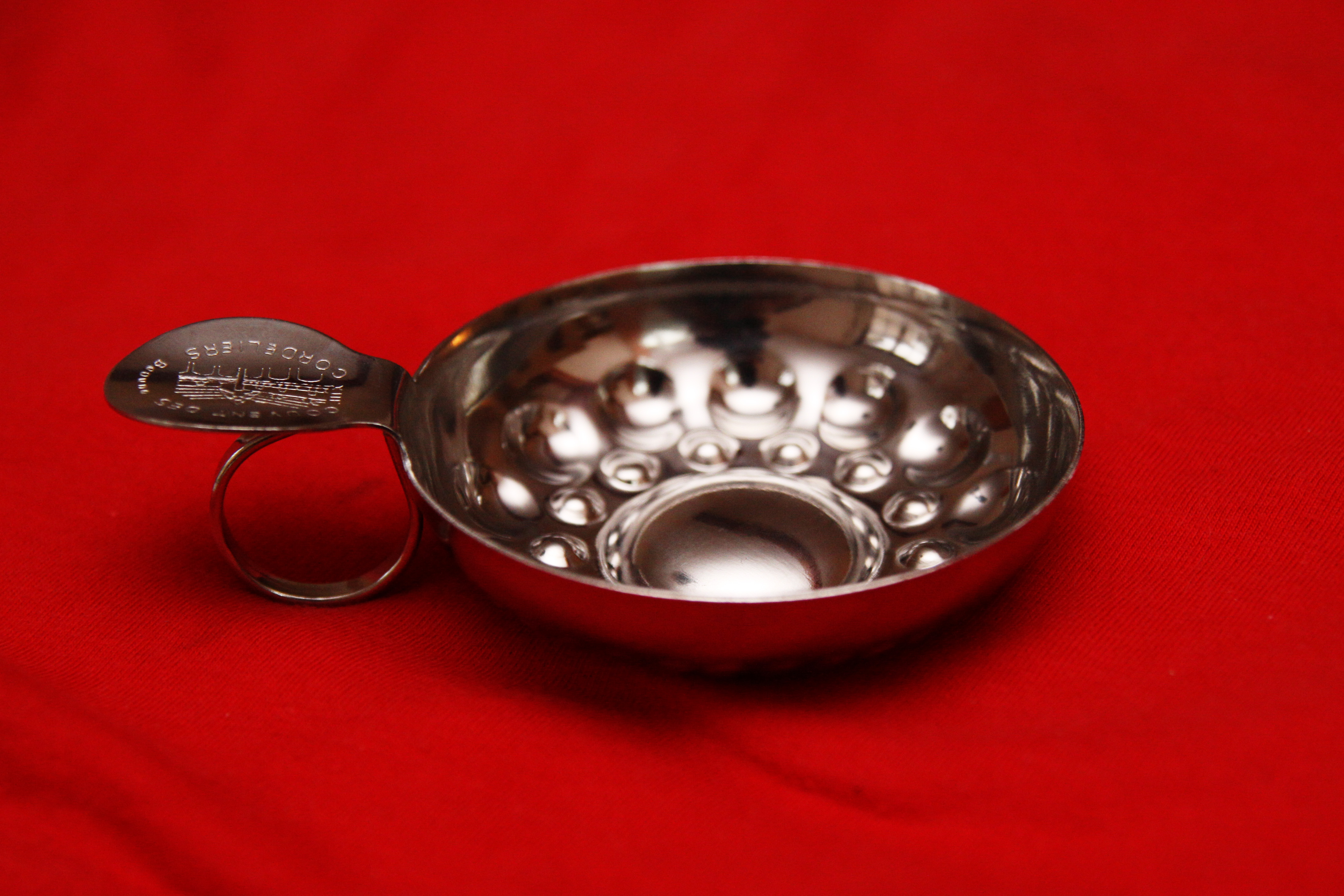
Tastevin offert durant la vente des vins de Beaune - 2011.
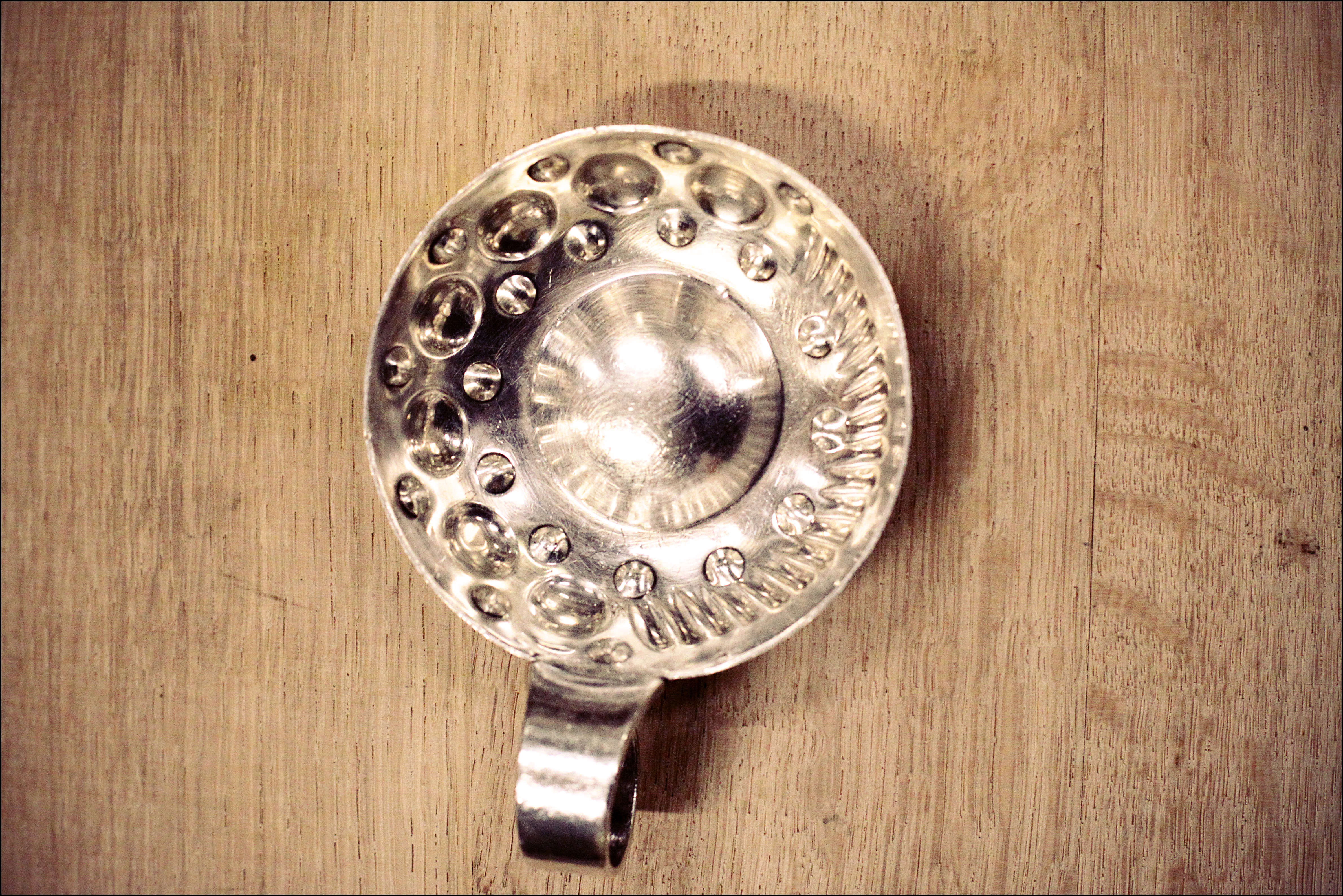
Tastevin vu du dessus.
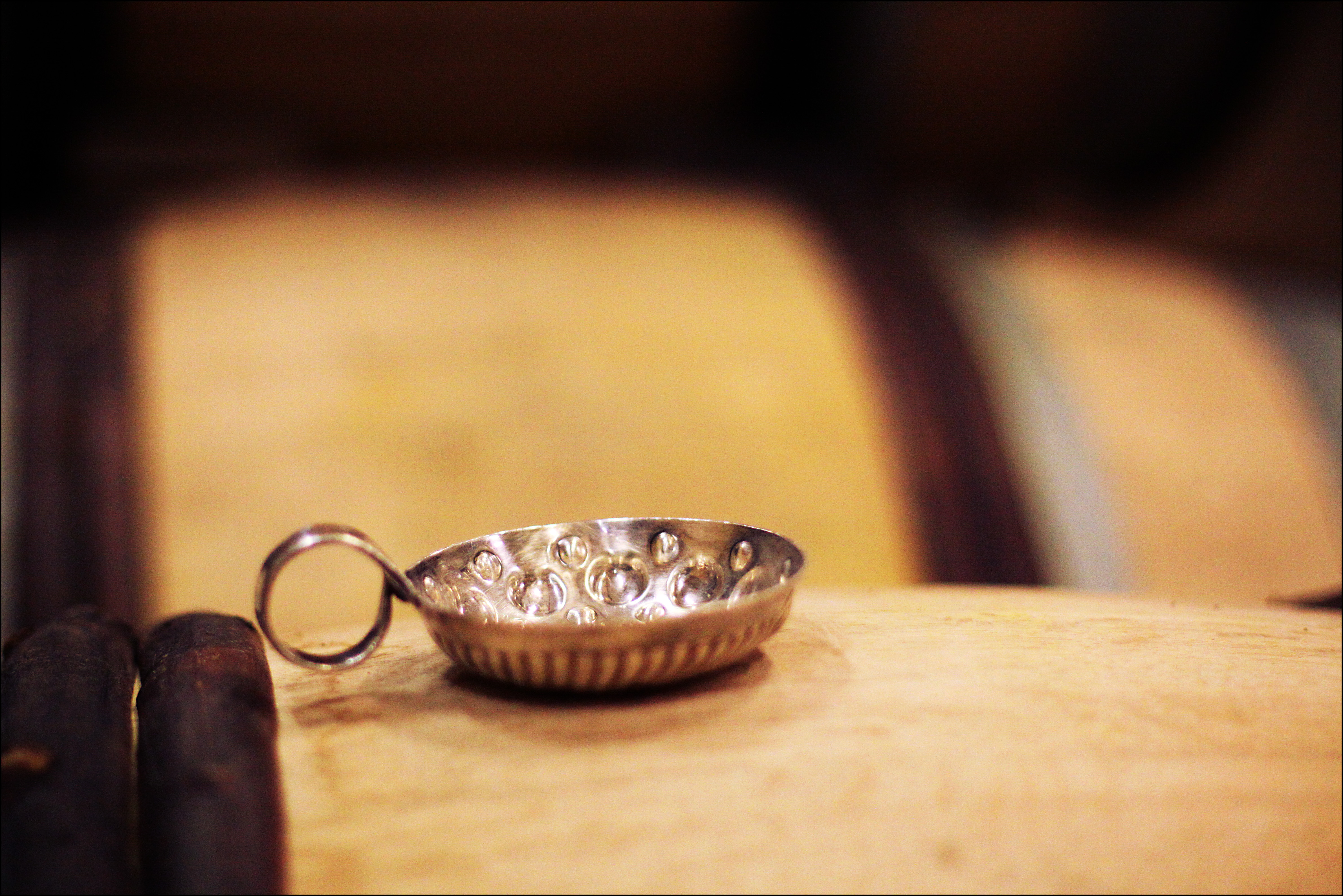
Tastevin sur un fût.
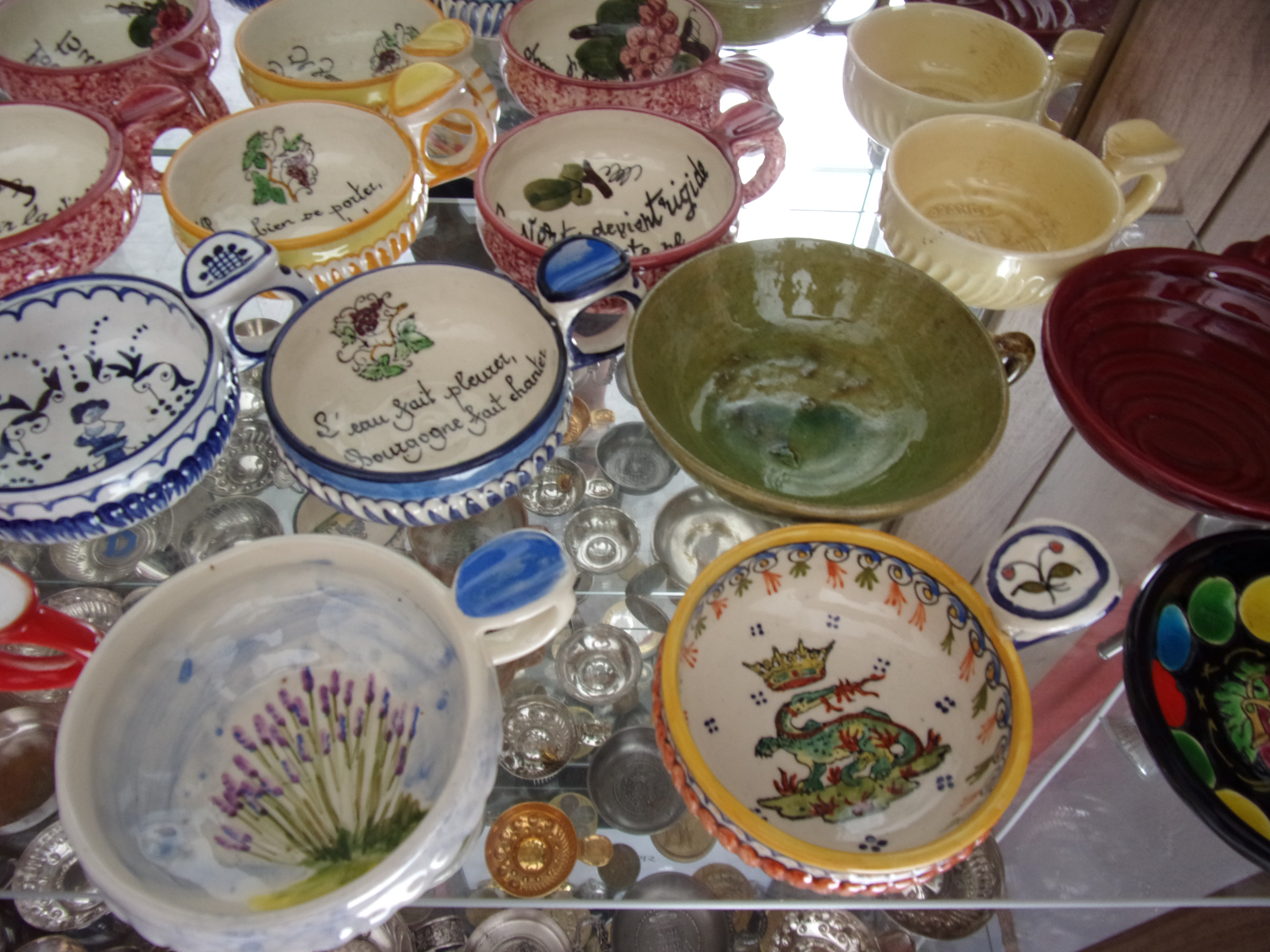
Tastes vins en céramique, au musée records et collections de Carpentras.

### Sculpture

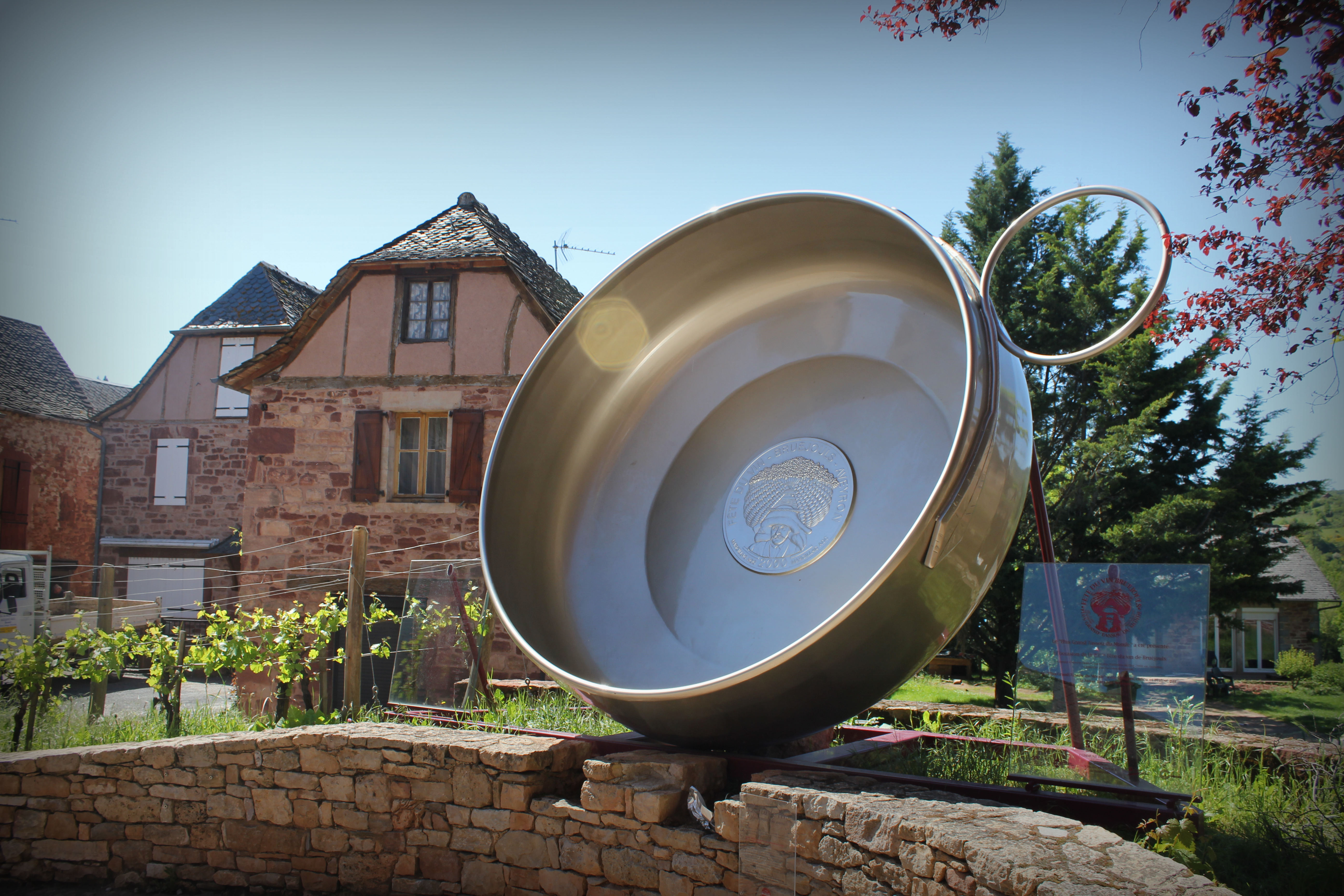
Taste-vin sur la place de Bruéjouls.

En 2000, pour rendre hommage aux vignerons du vallon de Marcillac, dans l'Aveyron, le foyer rural de Bruéjouls a fait réaliser le plus grand tastevin (tassou) du monde. Il pèse 700 kg, pour un diamètre de trois mètres, et une profondeur de un mètre, soit un volume de 4 500 litres environ. Il est exposé sur la place de l'église.